# Michał Wituszka
Michał Wituszka (biał. Міха́л Віту́шка; ur. 5 listopada 1907 w Nieświeżu, zm. 7 stycznia 1945) – białoruski narodowy i emigracyjny działacz polityczny i wojskowy.

## Życiorys
Uczęszczał do gimnazjum w Klecku i Wilnie. Studiował na uniwersytecie w Pradze, a następnie na Wydziale Inżynierii Lądowej Politechniki Warszawskiej. Podczas studiów aktywnie angażował się w działalność białoruskich organizacji politycznych i kulturalnych.
W latach 1939–1940 pełnił funkcję komendanta milicji w Nieświeżu, który po upadku Polski w październiku 1939 znalazł się w granicach ZSRR. Po agresji Niemiec na ZSRR 22 czerwca 1941 zorganizował białoruską samoobronę w zachodniej części Polesia, która współpracowała z ukraińskimi oddziałami Siczy Poleskiej. Następnie współtworzył białoruską policję pomocniczą w Mińsku, zostając zastępcą jej komendanta. W latach 1942–1943 był też organizatorem białoruskiej samoobrony na Smoleńszczyźnie, Brasławszczyźnie i Mohylewszczyźnie. W tym okresie powołał konspiracyjną Białoruską Partię Niepodległościową (Беларуская Незалежніцкая Партыя), przygotowującą antyniemieckie powstanie w celu utworzenia niepodległego państwa białoruskiego. Do jego wybuchu jednak nigdy nie doszło. W 1944 w stopniu majora wstąpił do nowo formowanych oddziałów wojskowych Białoruskiej Obrony Krajowej, podporządkowanej utworzonej 21 grudnia 1943 w Mińsku Białoruskiej Centralnej Radzie. Jednocześnie Wituszka został oficerem batalionu desantowego „Dalwitz” złożonego z Białorusinów wyszkolonych przez Niemców. W połowie listopada 1944 został z niego wydzielony 30-osobowy oddział dywersyjny, zrzucony na spadochronach na Wileńszczyźnie na tyły nacierającej Armii Czerwonej. Według części źródeł Michał Wituszka uczestniczył w tej akcji.
W 1945 otrzymał stopień generała od emigracyjnych władz Białoruskiej Republiki Ludowej.